# Msjaknots
Msjaknots (armeniska: Մշակնոց) är ett berg i Armenien. Det ligger i provinsen Gegharkunik, i den centrala delen av landet, 60 kilometer öster om huvudstaden Jerevan. Toppen på Msjaknots är 2 511 meter över havet.
Terrängen runt Msjaknots är huvudsakligen kuperad, men österut är den platt. Närmaste större samhälle är Verin Getasjen, 18,3 kilometer nordost om Msjaknots. 
Trakten runt Msjaknots består i huvudsak av gräsmarker. Runt Msjaknots är det ganska tätbefolkat, med 72 invånare per kvadratkilometer.